# Przełom przelewowy
Przełom przelewowy – typ  przełomu rzecznego, który powstaje poprzez rozcięcia przez rzekę przeszkody w jej najniższym miejscu. Przeszkodą może być na przykład wał morenowy lub osuwisko.